# Station Tschebiatkow
Station Tschebiatkow (na 1928: Radensfelde) was een spoorwegstation in de Poolse plaats Trzebiatkowa.